# 6e groupe de reconnaissance de division d'infanterie
Le 6e groupe de reconnaissance de division d'infanterie (6e GRDI) est une unité de l'armée française créée en 1939 et rattachée à la 3e division d'infanterie motorisée. Elle a participé à la Bataille de France lors de la Seconde Guerre mondiale. 

## Historique
Il est formé le 19 septembre 1939 par le 6e groupe d'automitrailleuses et le centre mobilisateur de cavalerie no 2 de Compiègne sous la forme d'un GRDI motorisé avec automitrailleuses. Il est rattaché à la 3e division d'infanterie motorisée. Le GRDI rejoint la Champagne en septembre, puis la Meuse le 18 octobre. Le 29 novembre, la 3e DIM part pour le secteur de Morhange, sous les ordres du 7e corps d'armée. Le 6e GRDI s'installe à Diebling. Le GRDI tient des avant-postes de la ligne Maginot, face à la 258. Infanterie-Division. Le 10 janvier 1940, cinq pelotons du GRDI participent à une attaque vers Forbach en soutien des corps-francs des 51e, 67e et 91e régiments d'infanterie. 17 cavaliers sont tués et 36 blessés pendant les divers coups de main de la drôle de guerre jusqu'au départ de la division vers l'arrière, le 22 janvier. Le régiment stationne dans la Marne jusqu'en mai.
Le 14 avril 1940, l'escadron d'automitrailleuses de découverte (AMD) Panhard 178 du capitaine Kaminsky quitte le GRDI pour rejoindre le corps expéditionnaire français en Scandinavie, devenant le 21e escadron AMD. L'escadron ne débarque finalement pas à Namsos à la suite de l'échec de la campagne en Norvège centrale et rejoint le 3e régiment d'automitrailleuses. Un nouvel escadron AMD venu du 2e escadron du 1er régiment de hussards le remplace.
L'offensive allemande du 10 mai trouve le GRDI stationné dans le secteur de Vitry-le-François. Il est aussitôt envoyé avec sa division sur le front pour essayer de colmater la trouée de Sedan. Ainsi le 14 mai, il reçoit la mission de défendre Stonne qu'il doit abandonner le lendemain devant la violence des assauts allemands. Avec le reste de la division, il va participer activement à la contre-attaque de Stonne en combattant au Mont-Dieu et à La Cassine. 
Puis, il défend le canal des Ardennes à l'est de Chesnes-Populeux avant de passer en réserve (17-22 mai). Ensuite, le 2e groupe d'escadron est mis à la disposition de la 1re brigade de cavalerie (1er régiment de hussards et 8e régiment de chasseurs).  Avec elle, il combat de façon incessante les 23, 24 et 25 mai, subissant de lourdes pertes pour défendre le bois de Sy. Il contre-attaquera même  sur la cote 276.  
Il participe ensuite à la bataille de l'Aisne. D'abord stationné à Savigny, il est rapidement envoyé au sud de Rethel pour soutenir la 3e division cuirassée et 7e division légère mécanique  dans leur contre-attaques notamment  à La Neuville-en-Tourne-à-Fuy (10 juin). Le 11 juin, il défend Juniville puis la ligne de l'Arnes (de Saint-Etienne à Sommepy) avec l'aide d'éléments des 91e et 51e régiments d'infanterie. Le lendemain, il arrête à trois reprises l'ennemi à Saint-Hilaire-le-Grand. La suite de son histoire n'est qu'une suite de durs combats d'arrière garde à Bussy-le-Château le 13 juin puis Saint-Seine et Sombermon (Cote d'Or) le  17 juin 1940. Finalement, les débris du la 3e DIM se rendent le 18 juin, la retraite vers le sud ayant été coupée par la progression des Allemands.

## Ordre de bataille

### Sous-unités et officiers
- Commandement : Lieutenant-colonel de Langle de Cary puis Lieutenant-colonel Dufour à partir du 1er mai 1940[1]
- Adjoint : Capitaine Poupard puis Lieutenant Roquefeuil[1]
- Escadron hors-rang : Capitaine de Vaugelas puis Capitaine de Laurens à partir du 10 mai 1940[1]
- 1er groupe d'escadrons (groupe d'escadrons de découverte) :  Chef d’Escadrons Gruss (sl)[8] puis Chef d’Escadrons Winsbach à partir du1er février 1940[1]
  - 1er escadron d'automitrailleuses de découverte (AMD) : Capitaine Kaminsky puis Capitaine d’Estrées à partir du 3 mai 1940[1]
  - 2e escadron de motocyclistes[14] : lieutenant Thiriat[2] puis Capitaine de Rancourt[1]
- 1er groupe d'escadron[14] (groupe d'escadrons de reconnaissance) : Chef d’Escadrons Bodelot puis Chef d’Escadrons de La Porte[1]
  - 3e escadron d'automitrailleuses de reconnaissance (AMR)[14] : Capitaine Renault puis Lieutenant Reynaud[1]
  - 4e escadron de motocyclistes[14] : Capitaine de Laurens puis Capitaine Poupard puis Lieutenant Mirabaud[1]
- 5e escadron de mitrailleuses et d'engins : Capitaine de Vaugelas[1]

Le 9 mai, les deux escadrons d'automitrailleuses deviennent des escadrons mixtes à deux pelotons d'AMR et deux pelotons d'AMD.

## Matériel

### Au 10 mai
- 16 AMD 35 P[14]
- 16 AMR Schneider P16[14]
- 4 canons de 25 mm SA 34 (au 5e escadron)[14]
- 2 AMR 35 ZT 3 avec canon de 25 mm antichar en casemate (au 5e escadron). Présents en novembre 1939, les témoignages divergent sur leur participation aux combats de mai-juin.[14]

### Au 25 mai
- 6 AMD 35 P, 6 AMR P16, 7 motos, 55 side-cars, 17 véhicules de soutiens (camions et voitures)[16]